# 小行星1619
小行星1619（1619 Ueta）是一颗围绕太阳公转的小行星。1953年10月11日，三谷哲康在花山天文台发现了此天体。
該小行星以日本天文學家，花山天文台台長上田穰命名。
这颗小行星的绝对星等为328.1001460349727等。